# Miguel Franco Cordóñez de Soto
Miguel Franco Cordóñez de Soto (algunos autores como Juan Francisco Molina Solís señalan que el nombre correcto de este personaje era Miguel Francisco Cordonio de Sola.) (16?? - 16??) fue un general y político novohispano del siglo XVII. Nombrado en 1672 por el virrey Antonio Sebastián de Toledo Molina y Salazar, marqués de Mancera, gobernador interino de la Capitanía General de Yucatán, cargo que ejerció hasta 1674.

## Datos históricos
Correspondió a este general hacerse cargo de la gubernatura de la Capitanía General de Yucatán por nombramiento que hizo en su favor el virrey de la Nueva España, Antonio Sebastián de Toledo Molina y Salazar, obsequiando las órdenes de la reina regente Mariana de Austria,  para cubrir la vacante que dejaba Fernando Francisco de Escobedo quien se retiró del territorio de Yucatán al ser nombrado capitán general de Guatemala.
En aquellos años de la segunda mitad del siglo XVII la preocupación más severa de los gobernantes de Yucatán era el acoso que sufrían los litorales de la península de Yucatán por parte de los filibusteros, principalmente ingleses, que se acercaban en busca del palo de tinte, abundante en la región, aunque algunos otros incursionaban para cometer actos de pillaje y también para secuestrar pobladores que después vendían como esclavos en las posesiones inglesas.
Por la razón anterior, la actividad en la que debió concentrarse Miguel Franco Cordóñez durante su gestión de dos años, fue la de armar y dotar de elementos a las desvalidas fuerzas defensivas de Yucatán, particularmente a la de San Francisco de Campeche, reforzando a la ciudadela de San Benito y el baluarte de San Carlos, que aún no se terminaba de construir en aquella época.
En septiembre de 1674 entregó el mando a su sucesor Sancho Fernández de Angulo y Sandoval, quien había sido nombrado por el rey Carlos II de España capitán general propietario de la provincia de Yucatán